# Sven Unger
Sven Torsten Gunnar Unger, född den 8 oktober 1947, död den 1 februari 2023 i Nice, var en svensk advokat. Han var son till Gunnar Unger och bror till Johan Unger.
Unger avlade juris kandidatexamen vid Lunds universitet 1972 och genomförde tingstjänstgöring 1973–1975. Han arbetade från 1978 som advokat vid Carl Swartling advokatbyrå respektive advokatbyrån Mannheimer Swartling, åren 1983–2010 som delägare. Han var 1992–1996 ordförande för Sveriges advokatsamfund. Han var också ledamot av Pressens opinionsnämnd och vice ordförande i Stockholms Handelskammare.
År 1979 blev Unger ledamot av Uarda-akademien i Lund och 1993 hedersledamot av Malmö nation. Han var 2017–2019 ordförande i Alf Henrikson-sällskapet.
Var även med i Snacka om Nyheter 1996.
Sven Unger är begravd på Galärvarvskyrkogården i Stockholm.

## Skrifter
Böcker
- Ord i bild – Från abrakadabra till övertoner. En bok om bildspråk, bakgrund och betydelser. 2017, Oscarsfors
- Ordet är Fritt – mycket fritt. 2015, Oscarsfors.
- Bolagsstämma i praktiken. En teoribok. 2014, Oscarsfors.
- Inga ord efter mig. Ett litet, litet utsnitt ur svenska språkets öden och äventyr. 2012,  Oscarsfors.
- Allehanda om skadestånd i avtalsförhållanden. (tillsammans med Bertil Bengtsson och Harald Ullman), 2009, 2013 och 2019, Jure.
- Det uppochnedvända timglaset – en samling betraktelser, Stockholm 1999 (2:a upplagan 2001), Jure.

Artiklar
- Dikt och ära. Tidskrift för Sveriges advokatsamfund. TSA 1982:6-7.
- Om språkfel och fel språk. TSA 1982:4.
- Författningsnisse. TSA 1983:2.
- Om protokoll. Advokaten 1986:2-3.
- Får jag tala med koncernchefen! Advokaten 1987:1.
- Får myndigheter i avtal åtaga sig att iakttaga sekretess? Festskrift till Sveriges advokatsamfund 1887–1987, 1987.
- Sveriges Rikes Lag 1989 – en recension.  Advokaten 1989:februari.
- Konsten att inte sluta avtal. Festskrift till Gotthard Calissendorff, 1990.
- Om bevis.  Advokaten 1991:2.
- Mellan hägg och stämma. Advokaten 1992:2.
- Om domstols och skiljenämnds behörighet att förelägga vite i dom om fullgörelse. Festskrift till Håkan Strömberg, 1992.
- När blir ett middagssällskap ett enkelt bolag? Maträtt, 1994.
- Att odla vildflor. Rättsfall att minnas. Skrift till Jan Hellner, 28 oktober 1997.
- Professionsansvar för advokater och andra rådgivare. Inledning vid Nordiska Juristmötet i Helsingfors, 2002.
- Recension av ”Gastronomiska undersökningar” – en festskrift av Nils Jareborg. Juridisk Tidskrift 2002/03:3, Juridisk Tidskrift.
- Special Features of Swedish Corporate Governance. Skrift publicerad av Kollegiet för svensk bolagsstyrning, 2006, Kollegiet för svensk bolagstyrning.
- Rätt och språk. Vänbok till Sten Heckscher, 2012.
- Advokatverksamhet i aktiebolag. Sveriges advokatsamfund 125 år, 2012.
- Regler om advokats marknadsföring. Sveriges advokatsamfund 125 år, 2012.
- Malmö och näktergalen. Om Hjalmar Gullberg. Jubileumsskrift Malmö Nation 125 år, 2015.
- Om avtals slut – särskilt om frågan: när upphör ett avtal som inte säger när det upphör? Boken "Bertil Bengtsson 90 år", 2016.
- GARANTERAT FÖR SENT eller OM LAGS BEGRIPLIGHET jämte vissa utvikningar, Festskrift till Stefan Lindskog, 2018.
- Om att frånträda styrelseuppdrag, Vänbok till Anne Ramberg, 2019.

Sven Unger har varit ledamot av redaktionskommittén för följande skrifter.
- Festskrift till Sveriges advokatsamfund 1887 – 1987. 1987.
- Festskrift till Gotthard Calissendorff (redaktör tillsammans med Leif Thorsson), Stockholm 1990.
- Rättsvetenskapliga studier till minnet av Tore Almén (redaktör tillsammans med Torgny Håstad och Anders Knutsson), Uppsala 1999.
- Bertil Bengtsson 90 år (redaktör tillsammans med Severin Blomstrand, Mia Carlsson, Dag Mattsson och Anna Skarhed), Stockholm 2016.

## Externa uppdrag
- Ledamot av juridiska linjenämnden vid Stockholms universitet, 1986–1992.
- Ordförande i Sveriges advokatsamfund, 1992–1996.
- Ordförande i Klubb S:t Erik, för studenter som tävlar i nordisk processtävling, 1997–2008.
- Styrelseledamot i European Air Law Association, 1998–2007.
- Ledamot av Pressens Opinionsnämnd, 1999–2005.
- Styrelseledamot i AB Handelns Utredningsinstitut, 1997–2011.
- Ordförande i Stiftelsen Solstickan, 2000–2007.
- Vice ordförande i Stockholms Handelskammare, 2004–2010.
- Ordförande i Stiftelsen Stockholms Sjukhem, 2007–2014.
- Ordförande i Emil Heijnes stiftelse för rättsvetenskaplig forskning 2011–2018; ledamot sedan 1991.
- Styrelseledamot i Helge Ax:son Johnsons Stiftelse sedan 2015.
- Styrelseledamot i Stina och Erik Lundbergs stiftelse sedan 2015.
- Ordförande i Alf Henrikson-sällskapet 2017–2019.